# Paranonyma invittata
Paranonyma invittata là một loài bọ cánh cứng trong họ Cerambycidae.